# Squadra speciale Lipsia
Squadra speciale Lipsia (SOKO Leipzig) è una serie televisiva tedesca in onda dal 31 gennaio 2001 su ZDF. In Italia è in onda dal 6 giugno 2005 su Rai 2.

## Trama

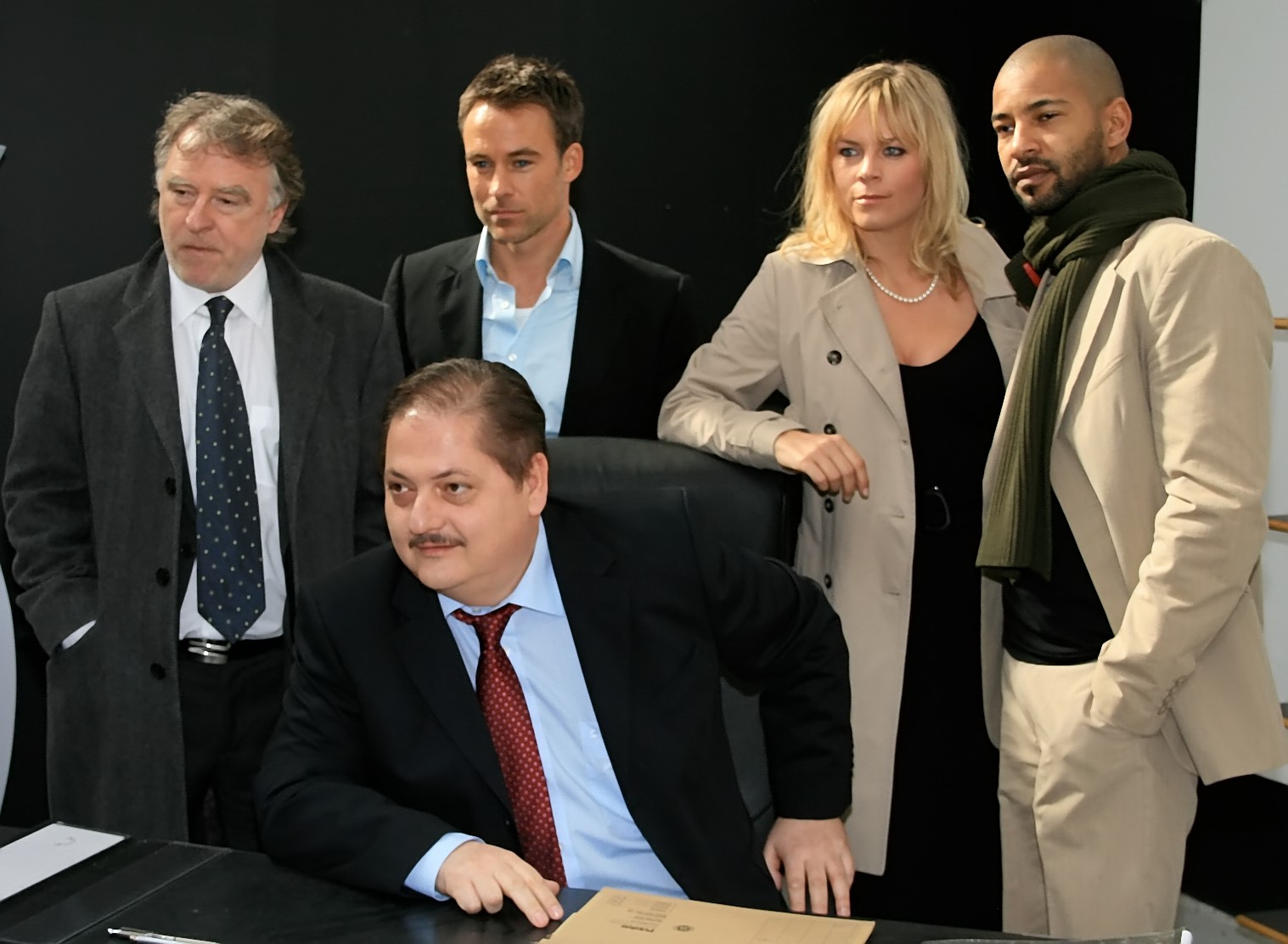

Squadra speciale Lipsia ruota attorno a quattro agenti che intervengono nelle situazioni più critiche e pericolose. Alla guida del nucleo operativo c'è il commissario capo Hajo Trautzschke, intelligente e caparbio, che ha perso la moglie in un incidente e vive in una villetta alla periferia di Lipsia con la figlia Leni. Jan Maybach, funzionario del Dipartimento Federale della Polizia Criminale di Colonia, è un profiler che si trasferisce a Lipsia dopo la separazione dalla moglie Anja con il figlio di nove anni Benni. Ina Zimmermann, fredda e determinata, si prende cura del fratello minore Tobias dopo la prematura morte dei genitori, mentre il commissario Miguel Alvarez, entrato in squadra per ultimo, ha scarsa esperienza e affronta i casi impulsivamente.

## Episodi
| Stagione                             | Episodi | Prima TV Germania | Prima TV Italia |
| ------------------------------------ | ------- | ----------------- | --------------- |
| Prima stagione                       | 12      | 2001              |                 |
| Seconda stagione                     | 10      | 2002              |                 |
| Terza stagione                       | 18      | 2002-2003         |                 |
| Quarta stagione                      | 20      | 2003-2004         |                 |
| Quinta stagione                      | 11      | 2004-2005         |                 |
| Sesta stagione                       | 21      | 2005-2006         |                 |
| Settima stagione                     | 15      | 2006-2007         |                 |
| Ottava stagione                      | 16      | 2007-2008         |                 |
| Nona stagione                        | 31      | 2008-2009         |                 |
| Decima stagione                      | 18      | 2009-2010         |                 |
| Undicesima stagione                  | 23      | 2010-2011         |                 |
| Dodicesima stagione                  | 23      | 2011-2012         |                 |
| Tredicesima stagione                 | 23      | 2011-2012         |                 |
| Quattordicesima stagione             | 22      | 2012-2013         |                 |
| Quindicesima stagione                | 20      | 2013-2014         | 2017-2018       |
| Sedicesima stagione                  | 21      | 2014-2015         | 2018-2020       |
| Diciassettesima stagione             | 20      | 2015-2016         | 2020            |
| Diciottesima stagione                | 26      | 2016-2017         | 2020-2022       |
| Diciannovesima stagione              | 16      | 2017-2018         |                 |
| Ventesima stagione                   | 22      | 2018-2019         |                 |
| Ventunesima stagione                 | 14      | 2019-2020         |                 |
| Der vierte Mann (speciale crossover) | 1       | 2019              |                 |
| Ventiduesima stagione                | 24      | 2020-2021         |                 |